# Things We Said Today
«Things We Said Today» (с англ. — «То, о чем мы сегодня говорили») — песня английской рок-группы «The Beatles», написанная Полом Маккартни. Песня вошла в альбом-саундтрек к дебютному фильму с участием музыкантов — «Вечер трудного дня»; она также является «Б»-стороной сингла «A Hard Day's Night», выпущенного в Великобритании. «Things We Said Today» можно считать предвестником фолк-рока, где в ударных применяются лёгкие касания.

## О песне
«Things We Said Today» — одна из трёх основных композиций (вместе с «And I Love Her» и «Can’t Buy Me Love»), которые Пол Маккартни написал к фильму «Вечер трудного дня». О написанной песне Пол Маккартни вспоминал:

«Я написал её для акустической гитары. Это ностальгическая баллада. Она как бы о нас в будущем. О том, как мы вспоминаем то, о чём говорили сегодня».
— 
По словам музыканта, Маккартни написал эту песню во время путешествия по Карибскому морю на борту яхты «Счастливые Дни» (англ. Happy Days) в мае 1964 года. Песня навеяна отношениями музыканта с актрисой Джейн Эшер. В то время им редко удавалось побыть вместе из-за большой загруженности как Маккартни, так и Эшер.
Маккартни особенно нравилось изменение аккорда от фа мажора к си-бемоль мажору — вместо более очевидного F, который звучит в части песни «Я буду мечтать о том, чтобы ты не была так далеко от меня» (англ. wishing you weren’t so far away). Джон Леннон подчёркивает тройным ударом ноты ЛЯ на фортепьяно игру Маккартни скользящими ударами по струнам акустической гитары. Темп песни плавно переходит от романтической баллады к року и возвращается к мажорной тональности в 32-тактовой форме. Песня «Things We Said Today» была включена в программу первых выступлений группы во время американского и канадского турне 1964 года. На концертах партию второго голоса исполнял Джордж Харрисон.
Группа дважды записала песню для радио «Би-би-си» — 14 июля и 17 июля 1964 года. Первая версия, прозвучавшая в эфире программы «Top Gear», включена в альбом Live at the BBC, вышедший в 1994 году.

## Кавер-версии
- Версия группы The Rutles — «Lonely-Phobia» (пастиш на песню).
- Версия американской певицы Джекки Дешеннон, выпущенная синглом под лейблом Amherst в 1978 году. Песня достигла высших позиций в чарте «Billboard» в категории «лёгкая музыка».
- Французский певец Дик Риверс записал кавер-версию песни под названием — «Ces Mots Qu’On Oublie Un Jour».
- В 1989/1990 Пол Маккартни включил песню в одно из своих мировых турне[5].

## Состав
- Пол Маккартни — дабл-трек вокал, бас-гитара, акустическая гитара
- Джон Леннон — акустическая гитара, фортепиано
- Джордж Харрисон — соло-гитара, гармонический вокал
- Ринго Старр — барабаны, тамбурин